# Château de Tanaka
Le château de Tanaka (田中城, Tanaka-jō) est un château japonais situé à Fujieda, au centre de la préfecture de Shizuoka au Japon. À la fin de la période Edo, le château de Tanaka était le siège d'une branche du clan Honda, daimyos du domaine de Tanaka.

## Histoire

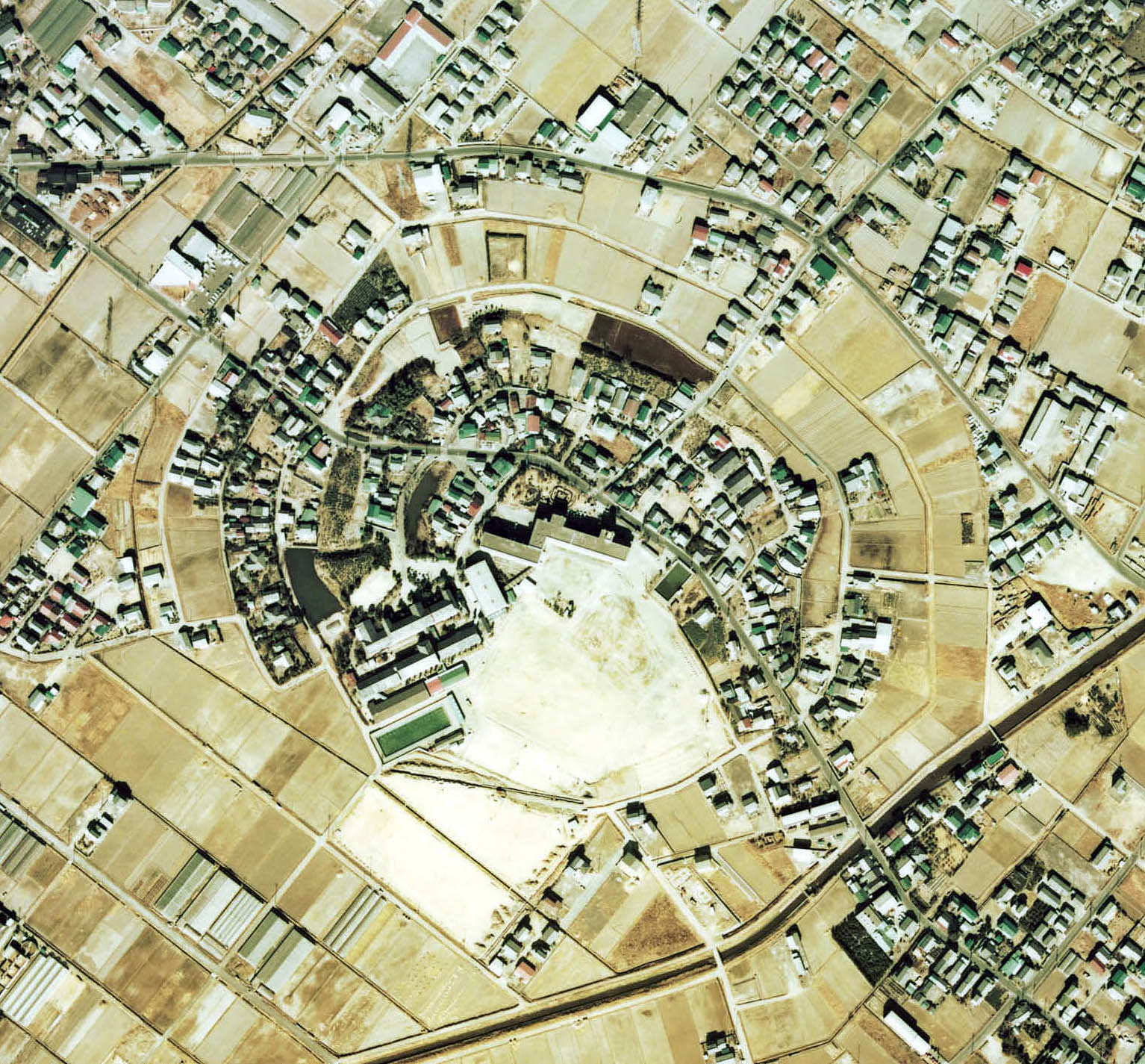
Site du château de Tanaka montrant les douves circulaires.

Le château de Tanaka date de 1537 durant l'époque Sengoku, quand il fut construit par le clan Isshiki comme fortification périphérique pour protéger l'approche occidentale  du quartier général du clan Imagawa du domaine de Sunpu. Il tomba aux forces de Takeda Shingen en 1570 durant l'invasion de Suruga. Shingen attribua le château à son général Masakage Yamagata. En 1572, un autre des généraux de Shingen, Inagaki Nobuyasu, remplaça Yamagata. Le château résista à une attaque du clan Tokugawa en 1582.
À la suite de l'établissement du shogunat Tokugawa, le château fut donné à Sakai Tadatoshi qui le fit complètement reconstruire. Le château avait une configuration circulaire inhabituelle avec quatre douves concentriques qui entouraient un petit tenshu (donjon) à deux étages.
Conséquemment, comme quartier général du domaine de Tanaka, il changea de nombreuses fois de propriétaires au début de la période Edo avant d'arriver sous le contrôle d'une branche du clan Honda en 1730. Tokugawa Ieyasu et les shoguns suivants utilisèrent le château comme base occasionnelle pour pratiquer des parties de fauconnerie et c'est au château de Tanaka que Tokugawa Ieyasu aurait mangé du tempura juste avant sa mort.
En 1868, durant la période Bakumatsu, les Honda se virent attribuer le domaine de Nagao nouvellement créé dans la province d'Awa afin d'agrandir le domaine de Sunpu qui devait être gouverné par l'ancien shogun Tokugawa Yoshinobu. Le domaine de Tanaka fut attribué à l'un de ses hatamoto puis fut démoli en 1872 suivant les directives du gouvernement de Meiji.
Les structures actuelles comprennent des restes des douves et de maçonnerie, ainsi qu'une grande yagura (poivrière), reconstruite en 1992 pour servir de musée d'histoire locale.